# Élections législatives thaïlandaises de 2001
Les élections législatives thaïlandaises de 2001 se sont déroulées le 6 janvier 2001 afin d'élire les 500 sièges de la Chambre des représentants, dont 251 sièges sont requis pour parvenir à la majorité absolue. Elles mettent fin au mandat quadriennal du Premier ministre sortant ainsi que celle de la 20e législature de la Chambre, débutée et élue aux élections de 1996. 
Le premier parti arrivant en tête à cette élection est le Thai Rak Thai (TRT), mené par l'homme d'affaires Thaksin Shinawatra, avec plus de 11 millions de voix et 40,64% des suffrages. En obtenant 248 sièges à la Chambre, le TRT y devient le parti majoritaire mais ne parvient cependant pas à la majorité absolue. Le Parti démocrate, mené par le Premier ministre sortant Chuan Likphai, n'obtient que 128 sièges, ce qui est cependant 5 sièges de plus qu'aux élections de 1996. D'autres anciens Premiers ministres, Banhan Sinlapa-acha menant le Chart Thai (CT) et Chawalit Yongchaiyut menant le parti New Aspiration (NA), ressortent minoritaires : malgré les 2 millions de voix pour le NA, elle n'obtient que 37 sièges, soit moins que le CT qui, avec moins de voix que le NA (plus d'1 million de voix), parvient à garder son nombre de sièges obtenus en 1996, en obtenant par ailleurs 2 sièges de plus par rapport aux élections de 1996.